# Larry Ewing
Larry Ewing est un programmeur américain connu notamment pour être le créateur de la mascotte de Linux, Tux.
Il le réalisa avec l'aide du logiciel libre The GIMP. Il a aussi créé le logo du singe Ximian et participe à :
- F-Spot
- GtkHTML
- Novell Evolution
- GIMP